# Lake Simcoe
Lake Simcoe är en sjö i provinsen Ontario i Kanada. Den ligger till största delen i Simcoe County och Regional Municipality of York och en mindre del i Regional Municipality of Durham. Lake Simcoe ligger 219 meter över havet och arean är 744 kvadratkilometer.